# حسن دانش (سیاستمدار)
شیخ حسن حسام‌الاسلام دانش نماینده رشت در دوره اول مجلس شورای ملی ایران بود.

## زندگی
او فرزند ملا اسماعیل رشتی بود و در سال ۱۲۶۵ (قمری) در نجف به دنیا آمد. در کودکی به همراه پدرش به رشت رفت و مقدمات را در همین شهر فراگرفت و سپس برای ادامه تحصیل به تهران و قم و کربلا رفت.
او شعر می‌گفت و در شعر «دانش» تخلص می‌کرد. در بازگشت به ایران از طرف ناصرالدین شاه قاجار به دریافت لقب حسام‌الاسلام و عصا و عبای مرحمتی نایل شد. او در ابتدای نهضت مشروطه‌خواهی به مشروطه خواهان پیوست و در منابر در ستایش مشروطه سخن می‌گفت. او در انتخابات دوره اول مجلس شورای ملی که در سال ۱۳۲۴ (قمری) به صورت صنفی برگزار شد، از طرف هفده صنف از اصناف رشت به نمایندگی برگزیده شد، لیکن پس از به توپ بسته شدن مجلس در سال ۱۳۲۶ (قمری) ابتدا به رشت بازگشت و سپس به بغداد مهاجرت کرد.
حسام‌الاسلام دانش پس از اعاده مشروطیت در سال ۱۳۲۷ (قمری) و خلع محمدعلی شاه، به ایران بازگشت و تا پایان عمر در رشت به وعظ و ارشاد اهالی مشغول بود.
وی در سال ۱۳۴۶ (قمری) (۱۳۰۶ خورشیدی) در سن ۸۱ سالگی بدرود حیات گفت و پیکرش را در قم به خاک سپردند.

## آثار
- دیوان اشعار دانش گیلانی
- ریاحین الاشواق فی بساتین الاسواق.